# Emili Simón i Padrós
Emili Simón i Padrós, (30 de març de 1946) és un jugador d'escacs català que té el títol de Mestre FIDE des de 2005.
Tot i que no està en actiu, a la llista d'Elo de la FIDE del maig de 2016, hi tenia un Elo de 2175 punts, cosa que en feia el jugador número 695 de l'estat espanyol. El seu màxim Elo va ser de 2311 punts, a la llista d'octubre de 2003.

## Resultats destacats en competició
El 1964 fou subcampió d'Espanya juvenil empatat amb el primer classificat. El 1965 fou campió d'Espanya juvenil i es classifica per a la final del Campionat del Món Juvenil. El 1967 a Sevilla, formant part de l'equip del Club d'Escacs Terrassa, fou subcampió d'Espanya. El 1985 fou campió d'Espanya per equips amb el CE.Terrassa. El 1973 fou subcampió de Catalunya per darrere de Josep Monedero i dos anys més tard, el 1975 fou campió de Catalunya.
L'octubre de 2014 fou campió d'Espanya de veterans a Altea (País Valencià). El maig del 2015 a Santa Susanna fou campió de Catalunya de veterans amb 7 punts de 9. L'octubre de 2015 repetí el triomf del Campionat d'Espanya de veterans jugat a Altea. A la Festa Catalana del 2016, la FCE el guardonà amb la insígnia de plata.
El 2017 es proclamà novament Campió d'Espanya de veterans, a Altea.